# Histoire de l'enseignement en Nouvelle-Calédonie
 (avril 2019).
 (avril 2019).
Si vous disposez d'ouvrages ou d'articles de référence ou si vous connaissez des sites web de qualité traitant du thème abordé ici, merci de compléter l'article en donnant les références utiles à sa vérifiabilité et en les liant à la section « Notes et références ».
L'enseignement en Nouvelle-Calédonie a connu de nombreuses évolutions, notamment en raison de la colonisation du pays par la France.
La tradition kanak se base sur la transmission orale des savoirs langagiers et traditionnels à destination des enfants et des nouveaux (ceux que l'on accueille par le mariage, l'adoption, l'hébergement, le commerce, etc). Cette transmission se faisait dans le cadre de la tribu, au village, de manière tantôt informelle, tantôt formelle, par le biais d'initiations, dans la langue de la tribu. Il en reste des récits.
Avec l'arrivée des Occidentaux, le territoire devient terre de mission, puis possession française (1853), puis terre d'exil (1860).
L'histoire de l'école souffre de la focalisation de la recherche sur la question foncière (spoliations et cantonnement). La thèse du monopole missionnaire initial trouve son origine dans la mémoire plurielle missionnaire et la mémoire publique très incomplète. Enfin, la parole des Vieux choisit de valoriser l'action missionnaire, et de dénoncer l'attitude de l'administration coloniale, selon Marie Salaün (1910).
Il convient de voir toutefois la revue Les Temps modernes (1985) et la position de la direction de l'enseignement catholique

## Avant 1885
Les trente premières années de la présence française sont marquées par le monopole missionnaire. La première école protestante voit le jour en 1841, la première école catholique en 1848, la première école laïque en 1860, la première école professionnelles pour les kanak de 1862 à 1866 et le premier collège public en 1881.
L'enseignement confessionnel protestant est le fait de la London Missionary Society, anglophone, puis à partir de 1891 de la Société des missions évangéliques de Paris (SMEP). Les centres de formation sont ultérieurement l'école pastorale de Do Néva (nord-est de la Grande-Terre), puis de Béthanie (Lifou). 
L'enseignement confessionnel catholique est le fait des Pères maristes (1843-1903 : Pierre Chanel, Guillaume Douarre, Prosper Goujon) de la Société de Marie, puis également des Sœurs de Saint-Joseph de Cluny, puis des Sœurs du Tiers-Ordre. Les centres de formation sont ultérieurement, avec le succès de la Jeune République Chrétienne (ou réduction), Saint-Louis (au Mont-Dore), puis à La Roche (Maré). À la fin des années 1850, un total de 500 à 600 Indigènes sont instruits dans les missions de Pouébo, Balade, Saint-Louis, La Conception (Mont-Dore), île des Pins.
Le rôle des missions, catholiques et protestantes, est mis en cause dès 1862, mais conforté dès 1868, par les autorités (gouvernorat et municipalités).
En 1878, sept écoles indigènes existent, toutes catholiques. Quatre sont réservées aux garçons (327 élèves) : la réduction de Saint-Louis, l'Île des Pins, Pouébo et Lifou. Trois sont réservées aux filles (245 élèves) : Saint-Louis, Pouébo, Île des Pins.
En 1880, la ville de Nouméa met en place l'école communale gratuite et laïque : les 4 classes accueillent 198 élèves. En 1882, est créé le collège de Nouméa, devenu Collège Colonial en 1886, avec 54 élèves et 9 professeurs, puis Collège Lapérouse en 1898.
Jusqu'en 1946, et la fin de l'indigénat, le gouverneur Charles Guillain est le plus hostile aux missions, et Paul Feillet le plus favorable. Cela se ressent dans la politique d'enseignement, les procédures et le financement.
De fait, les premiers ethnographes sont des religieux, catholiques (Père Lambert, Père Dubois) ou protestants (Maurice Leenhardt). 
L'objectif est la conquête des âmes des naturels, cette masse païenne : en faire des hommes, puis des chrétiens, le plus souvent dans des internats, avec nourriture assurée sur la culture maraîchère des élèves.
En 1863, un décret du gouverneur Guillain interdit l'usage des langues locales en milieu scolaire, qui vise surtout l'emprise protestante particulièrement dans l'enseignement aux îles Loyauté. Le décret du 10 octobre 1863 fixe les obligations réglementaires pour l'ouverture des écoles indigènes, mais il crée également une école d'apprentis interprètes, futurs auxiliaires de l'administration coloniale.
En 1864, une expédition militaire est envoyée à Lifou pour calmer les ardeurs anti-catholiques et/ou anti-françaises du pasteur anglais Samuel Macfarlane, démis de ses fonctions seulement en 1871.

## École indigène 1885-1945
De 1885 à 1945 (ou 1947, selon que l'on se réfère à la fin de la guerre, au départ des Américains ou à la fin de l'indigénat), sous le régime de l'indigénat (1887-1946), un enseignement public laïc est ouvert en direction des populations indigènes (kanak et autres). Ce projet scolaire soutenu par l'État français a ses limites et ses contradictions : assujettissement, hantise du déclassement, "obsession d'une pédagogie concrète, pratique et donc rudimentaire" (Raoul Lucas),,,.
L'enseignement relève du service des Affaires Indigènes, puis en 1919 du service de l'Instruction Publique. Les deux services n'ont pas d'archives complètes consultables.
Effectifs des élèves scolarisés en écoles indigènes (Salaün p.86) :
- 1884 : 605 élèves en école officielle, 830 en école privée : 1435 au total,
- 1890 : 1219, 1323, 2542 au total,
- 1919 : 4300 au total.

Nombre des écoles indigènes par zone géographique (Salaün p.92) :
- 1890 : ouest 4, est 11, îles Loyauté 15,
- 1919 : ouest 13, est 22, îles 16,
- 1945 : ouest 22, est 32, îles 31.

Le recensement relève sur la Grande-Terre 16 900 kanak en 1911 et 16 190 en 1922, à cause de la guerre. Les Îles Loyauté en abriteraient 10 000 supplémentaires.
Aux Indigènes laïques, des écoles laïques, aux Indigènes catholiques, leurs écoles catholiques, aux Indigènes protestants, leurs écoles protestantes. Les écoles catholiques sont en quasi-monopole dans les îles extrêmes : Île des Pins et îles Belep. Elles s'étiolent aux îles Loyauté, et se développent sur la côte est, en négligeant la côte ouest, globalement. Les écoles protestantes se développent surtout aux îles Loyauté (en particulier Lifou) et dans deux poches de la côte (Est avec Do Néva de Leenhardt ; Nord de la côte Ouest). Les écoles officielles, publiques, laïques, privilégient les îles Loyauté (d'abord pour contrer l'influence anglaise et anglophone, ensuite par dilection pour les Loyaltiens) et les zones non christianisées.
En 1901, 84 % des enfants européens sont scolarisés en Algérie, mais à 50 % en Nouvelle-Calédonie. En 1924, la Nouvelle-Calédonie scolarise un élève pour 9 habitants, Madagascar 1 pour 36, l'Indochine 1 pour 90, l'AOF 1 pour 447. En 1930, les Indigènes d'Algérie sont sous-représentés à l'école, et les kanak sur-représentés...
En 1903, la colonie dispose de 25 écoles laïques pour enfants européens (colons libres et/ou concessionnaires pénaux libérés) avec 43 instituteurs, et de 6 écoles laïques pour enfants (et adultes, avec l'école du dimanche) indigènes. Les enfants de pionniers européens (en brousse) sont obligés d'aller en classe seulement si leur habitation est à moins de trois kilomètres d'une école. Les enfants des Vietnamiens, Javanais, Indiens et métis divers ne sont pas concernés.
En 1920, les écoles primaires publiques accueillent 2 400 petits Européens et 1 300 petits Indigènes. En 1950 elles en reçoivent respectivement 4 300 et 5 500. Mais 300 élèves seulement accèdent à un enseignement secondaire, dont un nombre infime de jeunes Indigènes. 
Le coût des écoles indigènes, malgré la modicité des dépenses (0,2 % à 0,8 % du budget de la colonie) pose problème, économique et politique : le Conseil Général accepte le paiement de l'impôt kanak, mais refuse certains services publics.  
La formation d'un corps enseignant kanak (moniteurs des écoles de tribu), dans le cadre de l'indigénat est tout sauf une évidence, même si les salaires sont relativement faibles. L'école de Wé (Chépénéhé, Lifou) sert en 1899-1909 d'école normale professionnelle. Puis, à partir de 1913, l'école de moniteurs indigènes, à Montravel (Nouméa) forme une élite improbable : "un enfant du pays, bien dressé et honnête" (Salaün, p. 140).  
Avant 1945, l'école n'est pas obligatoire. Le recrutement dépend de divers facteurs, individuels, familiaux, sociaux, politiques (localement).
La première caricature convaincante de l'enseignement traditionnel dispensé à tous les habitants de Nouvelle-Calédonie est le personnage de Mme Boubignau, dans À bord de l'Incertaine (Jean Mariotti, 1942).
En 1913, l'armée met à la disposition de la colonie un bâtiment qui devient le collège Lapérouse, actuellement collège Baudoux. Le premier bachelier kanak est sans doute Boniface Ounou, en 1962.
En 1923, les programmes sont soumis au contrôle de l'éducation publique, et l'enseignement du français devient obligatoire.
En 1951, les premières écoles professionnelles publiques sont ouvertes : Port Laguerre, Do Neva, Havila, Païta, Azareu, Nouville.
Mais comment franciser ceux à qui on refuse le statut de Français ? Aucun certificat d'études indigènes n'est institué. L'examen d'entrée à l'école de moniteurs indigènes de Montravel permettrait de préciser le niveau exigible.
- 1952 : l'école indigène devient école de tribu,
- 1953 : l'école primaire devient gratuite et obligatoire pour les kanak,
- 1956 : l'école secondaire est ouverte aux kanak,
- 1957 : premier kanak reçu au BEPC,
- 1957 : tous les habitants de la colonie sont de fait citoyens français, égaux en droit,
- 1957 : première bachelière kanak, Sophie Naisseline, fille de Henri Naisseline, sœur de Nidoïsh Naisseline, bloquée avant l'Université,
- 1960 : premier bachelier kanak (du privé : Saint-Tarcisius (Canala) et Saint-Léon (Païta)), Koueintu Pétro Attiti (1935-1963), originaire de Yaté-Goro-Unia, diplômé en droit en 1963, à la faculté d'Assas (Paris),
- 1962 : premier (ou second[pourquoi ?]) bachelier kanak (du public), Boniface Ounou, (Ouvéa), maire d'Ouvéa depuis 2014,
- 1969 : premier (ou second[pourquoi ?]) diplômé kanak de l'enseignement supérieur, Nidoïsh Naisseline (Maré), maîtrise en sociologie[9].

## Écoles de l'administration pénitentiaire 1886-1920: Néméara et Fonwhary
De 1886 à 1913, un internat à Néméara, près de Bourail, accueille les enfants des concessionnaires pénaux libérés, pour préparer les garçons à leur futur métier d'agriculteurs : refus d'une instruction trop poussée, apprentissage technique immédiatement utilisable. La séparation obligatoire de la famille vise surtout à protéger les enfants de leurs parents (« lutter contre la marginalisation sociale et morale des enfants »). La ferme-école (1877-1880), sur 500 hectares, devient internat agricole géré par les Pères maristes (1886-1903), qui passe à une gestion laïque (1904-1908), puis devient institut agricole (1908-1909) puis école professionnelle (1909-1913), avant de fermer en 1913. L'établissement forme 60 à 80 élèves par an. L'autosuffisance alimentaire est recherchée, avec jardinage et production de miel, de cire (blanche, jaune), de tabac (en feuilles et en cigares), d'arachides, de pois (verts, ridés), de haricots (Saint-Esprit, Païta, rouges, noirs, flageolets...), de dolies, de bananes en conserve, de sarrasin, de luzerne, d'aloès, d'herbe de Para, d'herbe de Guinée...   
Un autre établissement concerne, de 1894 à 1920, les jeunes filles (60 à 80) de la Pénitentiaire, à la Fonwhary, vallée de Fo Gacheu, près de La Foa, Moindou et Fort Teremba, géré par les Sœurs de Saint-Joseph de Cluny (1894-1907), installées à Bourail depuis 1872, à l'emplacement d'un ancien pénitencier agricole (1873-1885). L'établissement est laïcisé en 1907, géré de manière laïque (1908-1920), puis liquidé (1920-1922). La partie la plus importante est rachetée par M. Lafleur.

## 1953: état des lieux pour l'enseignement catholique
Les œuvres scolaires catholiques, pour 1953, concernent 2517 garçons et 2609 filles, pour un total de 5126 jeunes enfants :
- 7 écoles européennes, dont 5 primaires et 2 secondaires,
- 2 écoles artisanales et professionnelles,
- 56 écoles indigènes primaires,
- 12 écoles indigènes secondaires,
- l'école Saint-Tarcisius (Canala), préparation au séminaire : 38 apprenants,
- les séminaires, petit et grand, à Païta : 51,
- Thabor, préparation des filles à l'école normale et au noviciat : 39,
- Port-Laguerre : juniorat des Frères maristes : 24,
- Kuto : école normale et noviciat, Petits Frères Auxiliaires Indigènes : 15,
- Azareu : école normale des moniteurs : 20 (?).

## 1950-2000
Après la ségrégation, la tentative de l'assimilation (1950-1970), puis l'orientation adaptation après les événements.

### Les Écoles Populaires Kanak
En 1976, on peut constater que « sur 1000 enfants en maternelle, on ne trouve que 4 bacheliers quinze ans plus tard ».
En 1985, l'école publique accueille 85 % des jeunes européens, mais à peine 50 % des jeunes kanak (et seulement 30 % hors zone urbaine).
Le FLNKS considère l'école comme « un outil de négation de la culture kanak et un outil de reproduction des inégalités sociales entre Kanak et Européens ». Un axe de lutte de décolonisation consiste à promouvoir les EPK comme structure de rupture. L'Union calédonienne (UC) prône le boycott de l'école, de l'alcool, de l'armée.
En mars 1985 ouvre la première EPK. Les EPK concernent vite 1500 à 2000 élèves kanak, sur 56 sites, avec 230 animateurs. Cela concerne 6 à 15 % des enfants kanak, mais seulement 12 à 15 % des enfants vivant en tribu. L'État supprime bourses et allocations aux parents des élèves des EPK.
En 1994 restent 5 EPK : Gossanah, Hwadrilla, Hadra (Lifou), Kanala, Yaté.

### Les bacheliers
En 2009, l'enseignement concerne 68 409 élèves (49 000 en enseignement public et 19 409 en enseignement privé sous contrat) : 36 274 en primaire, 32 135 en secondaire. Le supérieur cible 3 488 étudiants : 2 598 à l'Université, 108 en IUFM, 782 en classes supérieures de lycée (BTS...). L'éducation a la charge de 30 % de la population totale. Les enseignants (hors supérieur) sont 1 397 en 1970, 4 800 en 2009.
Le nombre de bacheliers augmente sérieusement : 608 en 1989, 1 978 en 2008. En 1998, 1 185 lycéens obtiennent le baccalauréat général (266) ou technique (919), dont 248 Mélanésiens (Kanak, métis, autres), non compris les baccalauréats professionnels. Le centième bachelier kanak date de 1978. En 1999, 68,8 % de la population scolaire est mélanésienne.
Taux de kanak non diplômés : 80 % en 1989, 66 % en 1996, 63 % en 2004, 41 % en 2009, et non kanak (49 %, 31 %, 26 %, 20 %).
Taux de kanak titulaires du baccalauréat : 1 % en 1989, 3 % en 1996, 7 % en 2004, 9 % en 2009, et non kanak (9 %, 13 %, 16 %, 28 %).
Taux de diplômés de l'enseignement supérieur en 2009 : 3 % des kanak, 23 % des européens.
Les îles Loyauté représentent 30 % de la population kanak, et 65 % des bacheliers, de 1962 à 1989. Ces bacheliers prennent ainsi la majeure part du programme 400 cadres des Accords de Matignon (1988).
Les diplômés kanak de l'enseignement supérieur, selon les recensements, sont 99 en 1989 et 2041 en 2009.

### Langues et culture kanak
L'expérimentation Langues et culture kanak à l'école primaire publique (2002-2005) reste prudente ou bridée.
Dans le secondaire, quatre langues mélanésiennes deviennent langues régionales susceptibles d'épreuve obligatoire ou facultative au baccalauréat : l'aijë, le drehu, le nengone, le paicî.
Les programmes de cette expérimentation prévoient que cet enseignement soit transversal. On peut et doit faire cours en toute discipline en classe de langue kanak. Le gouvernement de la Province Nord est plus incisif, avec recrutement d'enseignants capables d'enseignement LK (langue et culture kanak).

## L'école du dimanche
Des comités de parents d'élèves ont mis en place une forme d'école du dimanche, pour contribuer à revivifier auprès de tous les traditions coutumières et langagières.